# Emoia nigromarginata
Emoia nigromarginata este o specie de șopârle din genul Emoia, familia Scincidae, descrisă de Roux 1913. Conform Catalogue of Life specia Emoia nigromarginata nu are subspecii cunoscute.